# Station Garges - Sarcelles
Station Garges - Sarcelles is een spoorwegstation aan de spoorlijn Paris-Nord - Lille. Het ligt in de Franse gemeente Garges-lès-Gonesse in het departement Val-d'Oise (Île-de-France).

## Geschiedenis
Het station is op 11 januari 1959 geopend ter ontsluiting van de flatwijk Dame Blanche. Het stationsgebouw werd nog uitgebreid in 1966. Op 29 juli 2013 werd het station het eindpunt van tramlijn 5.

## Ligging
Het station ligt op kilometerpunt 12,060 van de spoorlijn Paris-Nord - Lille.

## Diensten
Het station wordt aangedaan door verschillende treinen van de RER D:
- Tussen Orry-la-Ville - Coye (soms Creil) en Melun via Combs-la-Ville
- Tussen Goussainville en Corbeil-Essonnes via Ris-Orangis.
- Tussen Villiers-le-Bel - Gonesse en Corbeil-Essonnes via Ris-Orangis.

Voor het station ligt een halte van tramlijn 5 naar Marché de Saint-Denis.

## Vorige en volgende stations
| Richting                                      | Vorig station             | Lijn  | Volgend station      | Richting                              |
| --------------------------------------------- | ------------------------- | ----- | -------------------- | ------------------------------------- |
| Creil D3 Orry-la-Ville - Coye D1              | Villiers-le-Bel - Gonesse | RER D | Pierrefitte - Stains | Melun D2 (via Combs-la-Ville)         |
| Goussainville D7 Villiers-le-Bel - Gonesse D5 | Villiers-le-Bel - Gonesse | RER D | Pierrefitte - Stains | Corbeil-Essonnes D6 (via Ris-Orangis) |